# Paskuqan
Paskuqan là một đô thị trong quận Tirana thuộc hạt Tirana, Albania. Dân số năm 2005 là 21737 người.